# Xenortholitha extrastrenua
Xenortholitha extrastrenua là một loài bướm đêm trong họ Geometridae.